# Draba oreadum
Draba oreadum är en korsblommig växtart som beskrevs av René Charles Maire. Draba oreadum ingår i släktet drabor, och familjen korsblommiga växter.

## Underarter
Arten delas in i följande underarter:
- D. o. mariae-aliciae
- D. o. oreadum